# Heinrich Schwemmer
Heinrich Schwemmer (* 28. März 1621 in Volkach; † 26. Mai 1696 in Nürnberg) war ein deutscher Komponist des Barock.

## Leben und Werk
Bedingt durch die Wirren des Dreißigjährigen Krieges gelangte Schwemmer über Weimar und Coburg 1641 nach Nürnberg. Beim sogenannten Schwedenfest 1649 stand er als Bassist in Johann Erasmus Kindermanns Chor. 1650 wurde er Adjunkt in der bei der Nürnberger Kirche St. Lorenz gelegenen Schule und ab 1652 Collega sowie ab 1655 in derselben Funktion an St. Sebaldus in Nürnberg. Ab 1656 wirkte er auch als Director chori musici an der Nürnberger Frauenkirche.
Schwemmer war der Lehrer im Fach Klavier und im Fach Gesang von Johann Krieger, Johann Pachelbel und anderen. Er galt in seiner Zeit als der beliebteste Nürnberger Fest- und Gelegenheitskomponist. Erhalten sind von Schwemmer einige Hochzeits- und Trauermusiken aus den Jahren von 1656 bis 1684. Einige kirchenmusikalische Werke Schwemmers sind nur handschriftlich überliefert.